# Салле, Огюст
Огюст Салле — французский путешественник и энтомолог, специализирующийся на жесткокрылых.
После экспедиций в южные штаты США, Вест-Индию, Центральную Америку (особенно Мексику) и Венесуэлу от имени Луи-Александра-Огюста Шеврола и в сопровождении его матери и некоего Месье Васселе Салле вернулся в Париж, чтобы основать там фирму по продаже предметов естественной истории и насекомых. Этот бизнес процветал, и он продавал образцы многим очень богатым энтомологам-любителям: Эдмонду Жан-Батисту Флютьо, Анри Буало, Нервуру Якобу Р. Х. ван де Поллю, Рене Обертюру, Антуану Анри Грувел, Гривару и Андре Тери, а также другим парижским дилерам Анри Донкье де Донсель, Ахилл Дейроль и Эмиль Дейроль. Эти образцы вместе с его частной коллекцией находятся в Национальном музее естествознания в Париже. Насекомые, проданные Фредерику Дьюкейну Годману и Осберту Салвину, находятся в Музее естественной истории в Лондоне. Он был членом Энтомологического общества Франции и Королевского энтомологического общества Лондона.
В честь Салле названы два вида пресмыкающихся: змея Geophis sallaei и подвид ящерицы Anolis sericeus sallaei.